# Iwan Charczenko
Iwan Ustinowicz Charczenko (ros. Иван Устинович Харченко, ur. 23 września 1918 we wsi Komarowka obecnie w rejonie borzniańskim obwodu czernihowskiegp, zm. 1 lipca 1989 w Kijowie) – radziecki wojskowy, pułkownik, Bohater Związku Radzieckiego (1944).

## Życiorys
Urodził się w ukraińskiej rodzinie robotniczej. Po ukończeniu 7 klas pracował jako stolarz w Chimkach. Od 1938 służył w Armii Czerwonej, w 1939 skończył kursy młodszych poruczników, od czerwca 1941 uczestniczył w wojnie z Niemcami. Był dowódcą plutonu 6 inżynieryjnego pułku przeciwchemicznego lokalnej obrony przeciwlotniczej wojsk NKWD w stopniu porucznika, walczył na Froncie Leningradzkim i Karelskim, wykonując zadania specjalne, m.in. rozbrajając bomby lotnicze i miny. Po wojnie kontynuował służbę w armii, w 1953 ukończył Wojskową Akademię Obrony Chemicznej, w 1967 został zwolniony do rezerwy w stopniu pułkownika.

## Odznaczenia
- Złota Gwiazda Bohatera Związku Radzieckiego (2 listopada 1944)
- Order Czerwonego Sztandaru
- Order Wojny Ojczyźnianej I klasy
- Order Czerwonej Gwiazdy

I medale.